# Mitsuhiro Kawamoto
Mitsuhiro Kawamoto (Tokio, 12 juni 1971) is een voormalig Japans voetballer.